# Miguel Mariano Gómez
Pour les articles homonymes, voir Miguel Gómez et Gómez.
Miguel Mariano Gómez y Arias (6 octobre 1889 - 26 octobre 1950) est un homme d'État cubain, fils du président José Miguel Gómez.
Il fut sous-président du chef d'état-major Fulgencio Batista et président de Cuba pendant quelques mois en 1936.